# Bhagavad-Gītā

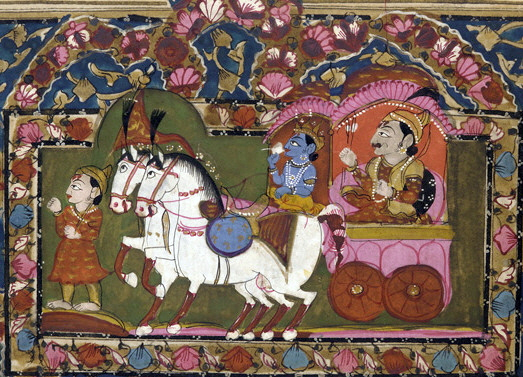
Krishna et Arjuna lors de la bataille de Kurukshetra (illustration des).

Le ou la Bhagavad-Gita (prononcé comme "guîtâ" avec un g dur) ou Bhagavadgita (devanagari : भगवद्गीता (Bhagavadgītā), terme sanskrit se traduisant littéralement par « chant du Bienheureux » ou « Chant du Seigneur ») est la partie centrale du poème épique Mahabharata (Aranyaka-parva, 25 - 42). Ce texte est un des écrits fondamentaux de l'hindouisme souvent considéré comme un « abrégé de toute la doctrine védique ». La Bhagavad-Gita est composée de 18 chapitres. Ce récit n'a cessé d'imprégner la pensée hindoue tout au long des siècles.
La Bhagavad-Gita conte l'histoire de Krishna, 8e avatar de Vishnou (identifié comme une manifestation du Brahman) et d'Arjuna, un prince guerrier en proie au doute devant la bataille qui risque d'entraîner la mort des membres de sa famille, les Kaurava, qui se trouvent dans l'armée opposée.

## Origine et influence
Les indianistes s'accordent à penser que le texte a été écrit entre le Ve et le IIe siècle av. J.-C., voire au Ier siècle av. J.-C.. Selon la légende des groupes Vaishnava, il daterait de 5 000 ans, mais d'après Anne-Marie Esnoul, 

« le titre qu'on lui donne fréquemment, Bhagavadgîtopanishad, et la ressemblance qu'elle présente avec les formes upanishadiques a fait se demander s'il ne s'agissait pas primitivement d'une upanishad […]. Le texte a pu, à l'origine, être moins long ; il n'est pas homogène, il trahit des influences diverses. »

La Bhagavad-Gita occupe une place importante dans la pensée religieuse hindouiste : 

« Sauf dans certains milieux shivaïtes, tous les courants religieux brahmaniques l'ont acceptée comme un livre saint à l'égal des Veda et des upanishad ; on l'a intégrée à la Révélation (shruti) alors que le reste du Mahâbhârata relève seulement de la Tradition (smriti). »

## Contexte

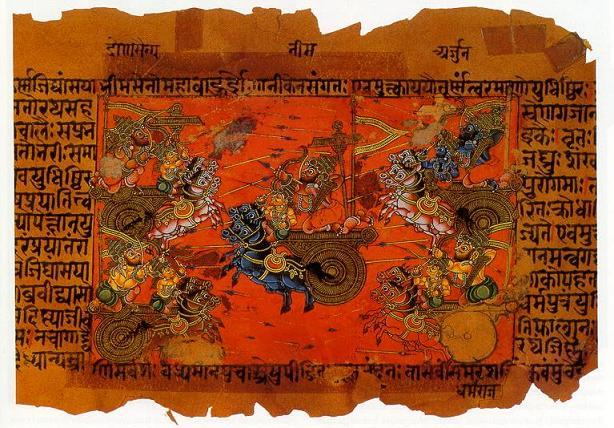
Un dessin illustrant la bataille de Kurukshetra, décrite dans le Mahabharata.

Les Pandava (fils du roi Pāṇḍu) et les Kaurava, qui sont leurs cousins, sont en conflit pour le pouvoir. Les uns et les autres ont réuni leurs alliés (tout ce qui compte dans le sous-continent indien est impliqué) non loin d'Hastinapura, deux immenses forces sont prêtes à s'affronter pour la bataille de Kurukshetra. Arjuna, un des cinq Pandavas, est sur son char de guerre, son cocher est Krishna. Arjuna doit souffler dans une conque pour donner le signal du début des combats. Mais, voyant des amis et des parents dans le camp opposé, il est effondré à la pensée que la bataille fera beaucoup de morts parmi ses proches, oncles, cousins. Il se tourne alors vers Krishna pour exprimer son dilemme, faire son devoir en conduisant son armée et, ce faisant, tuer des membres de sa famille et amis, et pour lui demander conseil.

## Contenu et enseignements

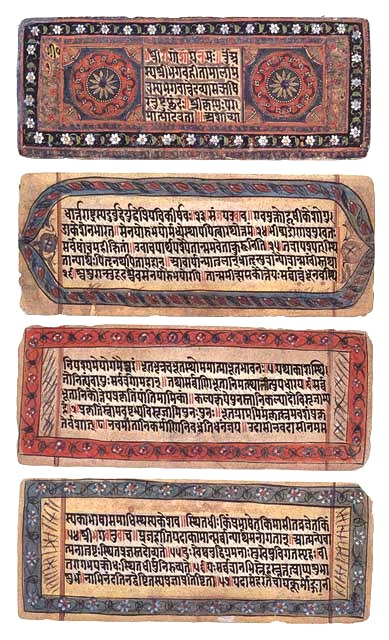
Extraits de la Bhagavad-Gita, issus d'un manuscrit du XIXe siècle.

Le poème se compose de sept cents distiques, divisés en dix-huit chapitres.
Le récit est constitué du dialogue entre Krishna et Arjuna. Il enseigne que, même si tous les chemins diffèrent, leur but fondamental reste le même : réaliser le Brahman et échapper au cycle des renaissances à travers la réalisation du Soi.
Il est fait allusion par Arjuna, dans le premier chapitre, au mélange des castes (varṇasaṃkara) : ce qui apparaît, dans le Mahabharata et les Purana, « comme l'un des plus grands maux, annonciateur d'une destruction périodique de l'univers ».
Krishna instruit Arjuna sur un grand éventail de domaines, à commencer par celui qui résout le dilemme d'Arjuna, la réincarnation, signifiant par là que les vies perdues dans la bataille ne le sont pas véritablement.
Krishna continue d'exposer un grand nombre de sujets spirituels, parmi lesquels plusieurs yogas — ou chemins de dévotion — différents. Dans le onzième chapitre, Krishna dévoile à Arjuna qu'il est, en fait, une incarnation du dieu Vishnou.

Selon Anne-Marie Esnoul : 

« Un des traits les plus frappants de tout le texte est l'importance accordée au yoga, pris au sens de discipline unitive : unification des sens, puis de la pensée. Ici, yoga perd beaucoup de son sens technique pour devenir à peu près synonyme de bhakti. […] Cette adoration faite d'attention vigilante, dirigée vers un seul but va s'organiser autour de quelques thèmes : théories d'un sâmkhya qui ne revêt pas encore l'aspect systématique qu'on lui connaîtra aux siècles suivants, théories de l'action au sens de “sacrifice” et des autres “bonnes actions”. »

La guerre peut être considérée comme une métaphore des confusions, des doutes, des craintes et des conflits qui préoccupent toute personne à un moment ou un autre de sa vie. La Gita s'adresse à cette discorde en nous et enseigne les yogas qui permettent de l'apaiser : le Bhakti yoga ou la voie de la dévotion au Dieu personnel, le Jnana yoga ou la voie de la connaissance, le Karma yoga ou voie de l'action juste. Selon Krishna, la racine de toutes les douleurs et de tous les troubles est l'agitation de l'esprit provoquée par le désir. Pour éteindre la flamme du désir, indique Krishna, il faut calmer l'esprit par la discipline des sens et de l'esprit.
L'enseignement du renoncement ou détachement des fruits de l'action revêt une importance particulière, sans pour autant inciter à un non-agir ; chacun doit, selon sa nature, s'efforcer de remplir son devoir personnel (svadharma). 

Selon la Bhagavad-Gita, le but de la vie est de libérer l'esprit et l'intellect de leurs constructions illusoires et de les concentrer sur l'Absolu (personnifié par Krishna dans le texte). Ce but peut être réalisé par les yogas d'action, de dévotion et de connaissance. Le texte finit par un chant exposant la doctrine du renoncement, qui permet d'échapper au samsara, le cycle des renaissances : 

« Unifiant l'intelligence purifiée [avec la pure substance spirituelle en lui], maîtrisant l'être entier par une volonté ferme et stable, ayant renoncé au son et aux autres objets des sens, se retirant de toute affection et de toute aversion, recourant à l'impersonnelle solitude, sobre, ayant maîtrisé la parole, le corps et le mental, constamment uni par la méditation avec son moi le plus profond, renonçant complètement au désir et à l'attachement, rejetant égoïsme, violence, arrogance, désir, courroux, sens et instinct de possession, délivré de tout sens de « moi » et de « mien », calme et lumineusement impassible – un tel homme est prêt pour devenir le Brahman. Quand un homme est devenu le Brahman, quand, dans la sérénité du moi, il ne s'afflige ni ne désire, quand il est égal envers tous les êtres, alors il obtient le suprême amour et la dévotion suprême pour Moi. »

— XVIII, 51-54
Dans la culture populaire, en dehors des cercles culturellement influencés par les enseignements du livre, les mots les plus connus de son contenu furent prononcés par le physicien et directeur du projet Manhattan, J Robert Oppenheimer, aussi appelé "père de la bombe atomique", alors qu'il se remémore ses pensées face à la puissance de son invention, dont il a pu témoigner en assistant au premier essai atomique de l'Histoire. Il dit :

« Nous savions que le monde ne serait plus jamais le même. Quelques gens ont ri, quelques gens ont pleuré, mais la plupart était silencieux. Je me souviens une ligne de l'écrit hindou la Bhagavad-Gita, où Vishnou tente de persuader le Prince qu'il doit accomplir son devoir... et, pour l'impressionner, prend sa forme aux multiples bras, et dit  "Et maintenant je suis devenu la Mort, le Destructeur de mondes"... Je suppose que nous avons tous pensé cela, d'une manière ou d'une autre. »

— J. Robert Oppenheimer, 1965, 20 ans après l'essai atomique Trinity

Cette traduction faite par le physicien est cependant à prendre avec des pincettes, certains termes comme "la Mort" pouvant être changés, dans le contexte de la phrase, en des termes presque synonymes.

### Traductions et commentaires
La Bhagavad-Gita a été commentée par de nombreux philosophes indiens tels que le célèbre Adi Shankara au VIIIe siècle, mais aussi Abhinavagupta (Xe-XIe), Râmânuja (XIe-XIIe), Madhva (XIIIe-XIVe) ou encore, au XXe siècle par Sri Aurobindo. 
Dans des adaptations qui s'écartent passablement du sens et du texte originaire et de son message universel, la Bhagavad Gita a inspiré des "gourous" de mouvements New Age, parfois définis comme sectaires comme notamment Maharishi Mahesh Yogi dont la traduction est davantage une interprétation spirituelle personnelle qu'une traduction fidèle au texte original, son texte est souvent amplifié par des commentaires qui interprètent le sens en fonction de sa propre perspective. L'adaptation d'A.C. Bhaktivedanta Swami Prabhupada s'écarte particulièrement du message universel de la Bhagavad Gita pour promouvoir une vision centrée sur son mouvement et ses pratiques.
Les premières traductions effectuées dans des langues européennes ont été publiées en anglais par Charles Wilkins en 1785, en latin par Auguste Schlegel en 1823, en allemand par Wilhelm von Humboldt en 1826, édition revue par Lassen en 1846, en français d'abord par Lanjuinais en 1832, puis par Burnouf en 1861, en grec moderne par Galanos en 1848 et en polonais par Michalski en 1910. Le rôle éminent des Allemands dans ces études, alors qu'ils n'avaient pas de colonies en Inde, s'explique par l'intérêt pour la langue sanscrite dans le cadre des études des langues indo-européennes.
- La Bhagavad-Gita, traduction de Camille Rao et Jean Herbert, commentaires de Sri Aurobindo, Paris, Albin Michel, 1970
- Anne-Marie Esnoul et Olivier Lacombe, La Bhagavad Gita, Librairie Arthème Fayard, 1972 (ISBN 9782020045469).
- La Bhagavad-Gita, traduction d'après Sri Aurobindo, Paris, Librairie d'Amérique et d'Orient, 1984 (ISBN 2-7200-0209-7)
- La Bhagavad-Gita, présentation, traduction et commentaires de Guy Deleury, Paris, Imprimerie nationale Éditions, 1992 (ISBN 2110811692)
- La Bhagavad-Gita, édition bilingue, traduction d'Émile Senart, Paris, Les Belles Lettres, 2004
- Bhagavad-Gita, traduction d'Alain Porte, éditions Arléa, 2004
- La Bhagavad Gita, traduction de Marc Ballanfat, GF Flammarion, 2007[14]
- La Bhagavad Gita. Commentaire du texte intégral par Swami Chinmayananda, éditions Guy Trédaniel, 2017.

### Éditions illustrées
- La Bhagavadgita illustrée par la peinture indienne, éditions Diane de Selliers, 2016
- La Bhagavad Gîtâ ou l'art d'agir, présentation de Colette Poggi, illustrations d'Émilie Poggi, éditions des Équateurs, 2020

### Versions consultables en ligne
- La Bhagavad-Gita traduite et commentée par Sri Aurobindo, version française (extraits)
- La Bhagavadgîtâ traduite et commentée par Émile Senart, version française, texte complet, 1922
- (en) The Bhagavad-Gita commentée par Sri Shankaracharya (Adi Shankara), version anglaise, texte complet

### Monographies
- Charles Schoebel, La Bhagavad-Gita : étude de philosophie indienne, 1861
- Jean Herbert, Réflexions sur la Bhagavad-Gita, Albin Michel, 1994
- Madeleine Biardeau, Thierry Marchaisse (dir.), Le Mahâbhârata, un récit fondateur du brahmanisme et son interprétation, Paris, Éditions du Seuil, 2002 (ISBN 202050894X)
- Gisèle Siguier-Sauné, La Voie de l'acte juste — La Bhagavad-Gita, Paris, Pocket, 2008 (ISBN 2266177095)
- Krishna Prem, Le Yoga de la Bhagavad Gita, Le lotus d'or, 2010, 222 p. (ISBN 9782917413074)
- Florence D'Souza, « La découverte par l'Europe de la Bhagavad Gîtâ en 1785 », dans Revue de la Société d'études anglo-américaines des XVIIe et XVIIIe siècles, vol. 38, no 1,‎ 1994, p. 161–169 (DOI 10.3406/xvii.1994.1292, lire en ligne)